# 真優美
真優美集團有限公司（Bio Beauty Group Ltd，港交所：3332）是高寶綠色（港交所：0274）旗下公司，主要業務是生產護膚品和彩妝品，旗下主要品牌為Marjorie Bertagne（曼詩貝丹），曾打算於2007年12月於香港交易所上市，但受當時市況影響，而延期上市。

## 曼詩貝丹
Marjorie Bertagne（曼詩貝丹，簡稱MB）自稱為法國化妝品品牌，在中國大陸生產。現時曼詩貝丹已在中國大陸、香港及澳門設有超過1,250個零售點。
2001年，高寶綠色取得一種稱為「人體表皮因子」護膚科技的特許使用權，因此它在法國購入一個全新品牌，即現在的曼詩貝丹，以該品牌推出自己研發及生產的產品。初時在香港推出，2002年起進入中國大陸市場。
曼詩貝丹主要通過代理形式設立銷售網點。在超過1,250個零售點當中，超過九成是位於中國大陸的一、二及三線城市；香港的銷售點則只有20間左右。其產品毛利率平均達70%以上。
2007年，高寶綠色將曼詩貝丹的業務分拆，由新公司真優美經營。
2007年12月，曼詩貝丹一種「增白美容液」被驗出含有微量的可致癌重金屬鉻。
曼詩貝丹曾找先後關之琳和楊妮任代言人。

## 外部參考
1. ↑  .   [2007-12-11]. （原始内容存档于2008-02-25）.
2. ↑  .   [2007年12月11日]. （原始内容存档于2007年12月12日）.
3. ↑  .   [2007-12-11]. （原始内容存档于2007-12-13）.

## 外部連結
- 真優美招股文件[永久]